# Episodi di Dream Hotel
Gli episodi della serie televisiva Dream Hotel sono stati trasmessi in Germania dal 16 aprile 2004 al 31 ottobre 2014 su ORF 2.
In italiano sono stati trasmessi undici episodi in ordine sparso a partire dal 19 giugno 2007 su Canale 5, spostando negli anni la messa in onda su altri canali del circuito Mediaset, come Rete 4 e Iris. Dal 6 giugno 2015 gli episodi già trasmessi, a esclusione del 15, sono andati in onda in ordine su Rai 2 terminando l'8 agosto. Sempre su Rai 2, dal 30 maggio al 13 giugno 2017 sono stati mandati in onda gli episodi inediti per il canale, compreso il 15, concludendo la serie.
| Nº | Titolo originale       | Titolo italiano | Prima TV Germania | Prima TV Italia  |
| -- | ---------------------- | --------------- | ----------------- | ---------------- |
| 1  | Sterne über Thailand   | Thailandia      | 16 aprile 2004    | 20 agosto 2007   |
| 2  | Verliebt auf Maurizius | Mauritius       | 23 aprile 2004    | 19 giugno 2007   |
| 3  | Zauber von Bali        | Bali            | 8 aprile 2005     | 26 giugno 2007   |
| 4  | Überraschung in Mexiko | Messico         | 29 aprile 2005    | 10 luglio 2007   |
| 5  | Seychellen             | Seychelles      | 17 gennaio 2006   | 17 luglio 2007   |
| 6  | Indien                 | India           | 3 febbraio 2006   | 4 settembre 2007 |
| 7  | Afrika                 | Sud Africa      | 19 gennaio 2007   | 28 agosto 2007   |
| 8  | Dubai - Abu Dhabi      | Dubai           | 2 febbraio 2007   | 20 novembre 2007 |
| 9  | Karibik                | Caraibi         | 11 gennaio 2008   | 19 agosto 2009   |
| 10 | China                  | Cina            | 18 gennaio 2008   | 30 maggio 2017   |
| 11 | Malaysia               | Malesia         | 16 gennaio 2009   | 8 marzo 2011     |
| 12 | Kap der Guten Hoffnung | Città del Capo  | 23 gennaio 2009   | 1º giugno 2017   |
| 13 | Chiang Mai             | Chiang Mai      | 8 gennaio 2010    | 2 giugno 2017    |
| 14 | Sri Lanka              | Sri Lanka       | 22 gennaio 2010   | 5 giugno 2017    |
| 15 | Malediven              | Maldive         | 21 gennaio 2011   | 6 giugno 2013    |
| 16 | Tobago                 | Tobago          | 28 gennaio 2011   | 7 giugno 2017    |
| 17 | Vietnam                | Vietnam         | 6 gennaio 2012    | 8 giugno 2017    |
| 18 | Brasilien              | Brasile         | 13 gennaio 2012   | 9 giugno 2017    |
| 19 | Myanmar                | Myanmar         | 4 gennaio 2013    | 12 giugno 2017   |
| 20 | Marokko                | Marocco         | 31 ottobre 2014   | 13 giugno 2017   |

## Thailandia
- Titolo originale: Sterne über Thailand
- Diretto da: Otto W. Retzer
- Scritto da: Brigitte Blobel

### Trama
Dopo la separazione dalla moglie, il direttore d'albergo Markus Winter si è trasferito in Thailandia per cominciare una nuova vita. Un giorno riceve la visita della zia Dorothea, un'imprenditrice di successo appassionata di astrologia, che gli chiede di rimettere in sesto un lussuoso hotel che ha appena acquistato in loco. Markus accetta e prende le redini della direzione, fino a quel momento in mano a Simon Vogler, che di recente ha però commesso alcuni errori ed è stato licenziato. Grazie alla collaborazione tra i due uomini, l'hotel riguadagna il successo, mentre Markus si ritrova a doversi occupare anche della figlia adolescente Leonie, che non vuole trasferirsi a Monaco con la madre e il suo nuovo compagno. Tra l'altro, Markus trova del tempo per aiutare alcuni ospiti con i loro problemi personali: Ariane Thermölen sente che il suo matrimonio con Jan, dopo dodici anni e la morte del figlio, è in crisi e non sa se chiedere il divorzio, ma le cose si sistemano quando la coppia riesce a parlare e Ariane annuncia al marito una nuova gravidanza, che fino a quel momento, nel dubbio, aveva tenuto nascosta. Markus aiuta anche la goffa maestra elementare Helen ad acquisire fiducia in se stessa e trovare l'amore con il produttore musicale Daniel Lewy, e Simon, nominato suo vice, a fare pace con la figlia Suay, con la quale aveva troncato i rapporti sette anni prima. Dorothea, inoltre, accetta di ospitare Leonie a casa sua a Vienna affinché non si trasferisca a Monaco.
- Interpreti: Christian Kohlund (Markus Winter), Ruth-Maria Kubitschek (Dorothea von Siethoff), Saskia Valencia (Ariane Thermölen), Helmut Zierl (Jan Thermölen), Ralf Bauer (Daniel Lewy), Lara Joy Körner (Helen), Franz Buchrieser (Simon Vogler), Miriam Morgenstern (Leonie Winter), Sabine Petzl (Miriam), Andreas Tobias (Niko), Cherry Phungpraserat (Suay), Jinda Sattabuts (Oki), Niphon Sajjavudh (Peachie)

## Mauritius
- Titolo originale: Verliebt auf Maurizius
- Diretto da: Gloria Behrens
- Scritto da: Hilly Martinek, Krystian Martinek

### Trama
Dorothea manda Markus alle Mauritius in incognito per valutare se promuovere Tina Berger a direttrice dell'hotel Dinarobin. La donna e la sua collega Janin vengono a sapere dell'ispezione, ma scambiano il pastore Stefan Meier, vincitore di un concorso a premi, per la spia di Dorothea e fanno il possibile per rendere la sua vacanza la migliore possibile: Janin si occupa così attentamente di lui che tra i due scatta la scintilla. Intanto, Markus si ritrova a dover affrontare numerosi disagi, dallo scomodo trasferimento in hotel al pernottamento nelle stanze del personale per mancanza di spazio, dall'essere scambiato per l'addetto alla pulizia della piscina al vedersi negata la colazione, e questo non fa che convincerlo che Tina non abbia le capacità necessarie, finché la donna non riesce a dimostrargli che in realtà ha tutto perfettamente sotto controllo ed è un'ottima vice-direttrice. Markus inizia quindi a sentirsi sempre più attratto da lei, che, complice la crisi che sta affrontando con il compagno Klaus, padre del piccolo Benny, ricambia i suoi sentimenti; tuttavia, quando Klaus ritorna e Tina scopre la vera identità di Markus, quest'ultimo decide di farsi da parte. Contemporaneamente, al Dinarobin arrivano anche, separatamente, Kerstin e Olaf, una coppia in attesa di un bambino che intende sposarsi alle Mauritius, ma la mancanza di coraggio di Olaf, che non riesce a dire alla madre né della fidanzata, né del matrimonio, rischia di far saltare la cerimonia, che alla fine ha luogo con successo, e anche la signora Kreuzenbeck ne è felice. Inoltre, Stefan decide di restare alle Mauritius con Janin, mentre Tina accetta di sposare Klaus.
- Interpreti: Christian Kohlund (Markus Winter), Ruth-Maria Kubitschek (Dorothea von Siethoff), Anica Dobra (Tina Berger), Heio von Stetten (pastore Stefan Meier), Elke Winkens (Janin), Stephan Ullrich (Klaus Wulf), Miriam Morgenstern (Leonie Winter), Severin Sonntag (Benny Berger), Elisabeth Lanz (Kerstin Jansen), Alexander Lutz (Olaf Kreuzenbeck), Ilse Neubauer (signora Kreuzenbeck), Krystian Martinek (dipendente)

## Bali
- Titolo originale: Zauber von Bali
- Diretto da: Otto W. Retzer
- Scritto da: Hilly Martinek, Krystian Martinek

### Trama
Markus e Leonie arrivano in un hotel di lusso a Bali non solo per festeggiare l'imminente sedicesimo compleanno della ragazza, ma anche per esaminare l'hotel e acquistarlo per conto di Dorothea, che ci tiene molto perché anni prima apparteneva a suo padre. Durante un giro della struttura, Markus incontra l'attraente chef Maria e per entrambi è amore a prima vista. Intanto, la proprietaria Franziska Helmi è disposta a siglare il contratto, ma continua a rimandare la firma con delle scuse: la ragione è che Maria in realtà è sua sorella e co-proprietaria, ma non sa nulla della vendita; tuttavia Markus, ignaro di ciò, pensa che il motivo per cui Franziska esiti sia la presenza in hotel del famoso magnate della ristorazione Pierre Fontanne, un probabile concorrente. Fontanne, in realtà, è interessato solo ad assumere Maria come chef in un suo ristorante parigino, ma la donna rifiuta l'offerta perché è troppo affezionata a Bali e all'albergo. Nel frattempo, Leonie scopre che la sua popstar preferita, Alexander, sta registrando il nuovo CD a Bali e, nel tentativo di incontrarlo, fa la conoscenza di Jan, l'autista, con il quale nasce l'amore. All'albergo soggiorna anche la nota scrittrice Heide Heller, che non vuole più saperne del marito Roland da quando ha scoperto che l'ha tradita con la segretaria: i tentativi dell'uomo di riconquistarla falliscono, ma alla fine Heide decide comunque di tornare da lui. La storia tra Markus e Maria arriva invece a una brusca conclusione quando lei scopre i piani della sorella e che Markus è l'acquirente dell'albergo, ma tutto si risolve per il meglio durante la festa di compleanno di Leonie: non solo Alexander arriva inaspettatamente a cantare per la festeggiata, ma i von Siethoff riescono a ottenere il 60% dell'hotel, cioè tutta la quota di Franziska, che decide di partire, e il 10% di quella di Maria, che invece resterà come chef.
- Interpreti: Christian Kohlund (Markus Winter), Ruth-Maria Kubitschek (Dorothea von Siethoff), Marion Mitterhammer (Maria Helmi), Clelia Sarto (Franziska Helmi), Ulrich Reinthaller (Roland Heller), Claudia Messner (Heide Heller), Pierre Brice (Pierre Fontanne), Miriam Morgenstern (Leonie Winter), Stefano Bernardin (Jan), Mandala Tayde (Sowiemon), Alexander Klaws (se stesso)

## Messico
- Titolo originale: Überraschung in Mexiko
- Diretto da: Marco Serafini
- Scritto da: Brigitte Blobel

### Trama
Markus e Dorothea atterrano a Mérida, Messico, per partecipare all'imminente festa del decennale dell'hotel Temazon; tuttavia, il giorno stesso del loro arrivo, il direttore si sente male e Markus è costretto a prenderne temporaneamente il posto per accogliere gli illustri ospiti, come l'attrice Norma Wood. Snob e viziata, la donna abbandona la sua maschera quando incontra il padre single Matthias, il cui figlio Joshi non parla più da quando la madre se n'è andata con il suo primo amore lasciando dietro di sé solo un biglietto di scuse. Ad aiutare Markus c'è la segretaria del direttore, Esmeralda, fidanzata del receptionista Charles, che è talmente geloso da farle decidere di lasciare il lavoro per la troppa tensione emotiva. Intanto, Dorothea incontra una sua vecchia fiamma, Julian von Behrenberg, avventuriero ed esperto del Messico che si offre immediatamente di aiutarla nella ricerca delle opere d'arte per i suoi alberghi. L'amore tra i due sboccia nuovamente, ma Markus non si fida di Julian, soprattutto dopo aver scoperto che non ha un soldo e che quarant'anni prima è stato in prigione per bancarotta fraudolenta. Alla festa del decennale, però, Markus scopre che Julian non ha truffato sua zia, e anche tutti i problemi tra Esmeralda e Charles si risolvono.
- Interpreti: Christian Kohlund (Markus Winter), Ruth-Maria Kubitschek (Dorothea von Siethoff), Michael Gwisdek (Julian von Behrenberg), Miriam Morgenstern (Leonie Winter), Carolina Vera Squella (Esmeralda), Manuel Witting (Charles), Antje Schmidt (Norma Wood), Hans Sigl (Matthias Greiner), Jonas Lovis (Joshi Greiner)

## Seychelles
- Titolo originale: Seychellen
- Diretto da: Otto W. Retzer
- Scritto da: Hilly Martinek, Krystian Martinek

### Trama
Markus parte per le Seychelles, dove Leonie sta facendo pratica di gestione aziendale come assistente alla reception all'hotel Sainte Anne, ma, non appena arriva, la figlia gli chiede di aiutarla: il famoso stilista Wayne Carstens, ospite dell'hotel, si è innamorato di Flo, una cameriera che sogna di diventare stilista. Sicura del talento dell'amica, Leonie ha inviato a Wayne alcuni bozzetti in forma anonima, che all'uomo sono piaciuti molto, ma ora Flo si trova in difficoltà perché non sa come dirgli la verità senza perderlo. Su consiglio di Leonie, Flo manda una lettera a Wayne raccontandogli tutto, ma la missiva va persa e, quando la ragazza gli mostra il suo atelier improvvisato, ottiene proprio ciò che non voleva: Wayne si sente tradito e usato, e la lascia. Intanto, Nora Körner arriva al Sainte Anne per passare una romantica vacanza con il marito Horst, ma si ritrova davanti inaspettatamente l'ex amante Oliver, deciso a riconquistarla al punto da diventare amico di Horst. Grazie all'intervento di Markus, Oliver decide di farsi da parte, e lo stesso Horst, quando scopre la verità, perdona la moglie. Contemporaneamente, l'attraente banchiera Helena Kaufmann si presenta all'hotel dicendo di aver ereditato una parte del terreno, ma Markus scopre che in realtà il terreno ereditato è un altro, quello su cui il padre che la donna non ha mai conosciuto, Robert, ha fondato un orfanotrofio. Helena ne rimane profondamente colpita e, incoraggiata da Markus, studia le tracce lasciate da suo padre, fino a ritrovarlo su un'isola deserta; la donna dona il terreno all'orfanotrofio e insieme a suo padre decide di recuperare il tempo perduto. I due iniziano partecipando a una cena di gala all'hotel Sainte Anne, durante la quale viene organizzata a sorpresa una sfilata con i modelli di Flo: Markus ha infatti convinto Wayne a perdonarla e lo stilista le offre di lavorare per lui.
- Interpreti: Christian Kohlund (Markus Winter), Miroslav Nemec (Horst Körner), Horst Janson (Robert Kaufmann), Hardy Krüger jr. (Wayne Carstens), Daniel Morgenroth (Oliver Possard), Radost Bokel (Florentine "Flo"), Anja Kruse (Nora Körner), Ruth-Maria Kubitschek (Dorothea von Siethoff), Miriam Morgenstern (Leonie Winter), Claudine Wilde (Helena Kaufmann)

## India
- Titolo originale: Indien
- Diretto da: Otto W. Retzer
- Scritto da: Maximilian Krückl

### Trama
Dorothea, in India per scrivere un libro sull'incontro tra la cultura occidentale e quella indiana, vuole organizzare nel proprio hotel, il Taj India, la tradizionale festa delle luci. Per la donna è particolarmente importante che il maharaja partecipi, e così chiama Markus affinché perori la sua causa presso il figlio dell'uomo, Shandro, che il nipote ha conosciuto a Vienna. Intanto, Shandro è combattuto tra i doveri verso suo padre, che ha già scelto per lui una donna da una rispettata famiglia indiana, e il suo amore per Nadine, la coordinatrice del personale al Taj India: per risolvere la situazione, chiede a Markus di aiutarlo, ma neanche lui riesce a dissuadere il maharaja. Inoltre Markus ha a che fare con altri ospiti dell'hotel, come Charlotte Thieme, che, dopo aver scoperto che il marito Reiner ha perso il lavoro, vede l'opportunità di ricominciare a fare l'arredatrice di interni. Reiner non è inizialmente entusiasta, finché Markus non fa appello alla sua coscienza. Anche Ella Prinz, in vacanza nella sua amata India con i figli e il marito Jochen, rimane molto delusa vedendo il coniuge rinchiudersi in hotel, davanti al televisore o a bordo piscina, rimpiangendo Maiorca e lodandone a gran voce i pregi, ma alla fine Markus riesce a far ragionare l'uomo. Nel frattempo, Shandro lascia Nadine, alla quale poco dopo il maharaja offre dei soldi per andarsene, rifiutati sdegnosamente dalla donna. Quando Shandro scopre l'accaduto, si ricongiunge con Nadine e decide di lottare per il loro amore: alla festa delle luci del Taj India, alla quale il maharaja decide di presenziare, il principe arriva con Nadine, e il maharaja, spinto dalla moglie, dà il suo benestare al matrimonio della coppia. Inoltre, Dorothea passa a Markus la direzione del loro gruppo alberghiero.
- Interpreti: Christian Kohlund (Markus Winter), Erol Sander (principe Shandro), Katja Woywood (Nadine), Frank Hoffmann (maharaja), Marijam Agischewa (Charlotte Thieme), Michael Lesch (Rainer Thieme), Marion Kracht (Ella Prinz), Maximilian Krückl (Jochen Prinz), Ruth-Maria Kubitschek (Dorothea von Siethoff), Gargi Patel (moglie del marahaja), Darius Kracht (Lukas Prinz), Maria Ehrich (Sabine Prinz)

## Sud Africa
- Titolo originale: Afrika
- Diretto da: Otto W. Retzer
- Scritto da: Hilly Martinek, Krystian Martinek, Leonie Terfort

### Trama
Markus vola in Sud Africa in uno dei suoi alberghi di lusso, il Sun City Palace Hotel, per incontrare Leonie, che vi sta lavorando per sei mesi. Al suo arrivo, però, scopre che la figlia sta invece aiutando l'organizzazione ambientalista dell'attivista Sunita a impedire la costruzione di un enorme campo da golf che distruggerebbe un villaggio Zulu; nonostante questo, l'uomo è orgoglioso di Leonie, finché padre e figlia non litigano a causa di una dimostrazione di protesta organizzata da Sunita fuori dal Sun City Palace durante la riunione degli investitori della Sportec AG, l'azienda responsabile della realizzazione del campo da golf. Nel frattempo, Markus invita all'hotel il suo vecchio amico Frank Wössner con i figli Mia, Theo e Lola, la cui madre è morta in un incidente stradale cinque anni prima: i bambini colgono l'occasione della vacanza per cercare una nuova mamma, trovando la candidata perfetta nella loro tata temporanea, Rosa, e organizzano un sacco di stratagemmi per farla fidanzare con Frank. Né i bambini, né Frank sanno, però, che Rosa è una novizia che sta per prendere i voti, e i sentimenti che inizia a provare per Frank le fanno avere una crisi di coscienza. Anche Sandra Saarberg deve decidere con chi vuole stare: arrivata in Sud Africa per chiedere al marito Robert il divorzio per sposare il nuovo compagno Thorsten, trova l'uomo profondamente cambiato e ora dedito alla cura degli animali feriti. L'amore tra i due sboccia nuovamente, spingendo infine Sandra a restare in Africa, mentre Rosa abbandona Frank, ma il giorno in cui deve prendere i voti, grazie all'intervento dei tre bambini, rinuncia per stare con l'uomo che ama. Markus, invece, dopo aver conosciuto l'ospitalità e l'affascinante cultura dei nativi, trova un modo per soddisfare sia gli interessi della Sportec AG, sia gli ambientalisti: il Sun City Palace Hotel cede parte dei suoi campi da golf alla Sportec AG, investendo il denaro ottenuto dalla cessione per aiutare gli Zulu.
- Interpreti: Christian Kohlund (Markus Winter), Christina Plate (Sandra Saarberg), Sigmar Solbach (Robert Saarberg), Eva Habermann (Rosa), Michael Roll (Frank Wössner), Dennenesch Zoudé (Sunita), Hary Prinz (Thorsten Hellner), Miriam Morgenstern (Leonie Winter), Coco Huemer (Mia Wössner), Simon Morzé (Theo Wössner), Fanny Matschnig (Lola Wössner), Makgano Mamabolo (Maggy), Thomas Mokgatle (Yimmy), Christine le Brocq (madre superiora), Leigh Graves (Karin Horten), Jonathan Taylor (direttore dell'hotel)

## Dubai
- Titolo originale: Dubai - Abu Dhabi
- Diretto da: Dietman Klein
- Scritto da: Thomas Hernadi

### Trama
Markus arriva ad Abu Dhabi per rinnovare come di routine il contratto con l'operatore turistico World Wide Tours, ma l'affare risulta più difficile del previsto quando, al posto dell'uomo con cui Markus trattava da anni, si presenta l'attraente quanto inavvicinabile Sarah Reimers, che gli comunica che il contratto è da aggiornare, essendo cambiato radicalmente il concetto di hotel di lusso; inoltre, la donna non apprezza le gite individuali che l'hotel offre agli ospiti senza collaborare con l'operatore turistico. Grazie alla sua capacità di persuasione e alle attenzioni che le riserva, Markus inizia a far breccia nell'alterigia di Sarah e, dopo aver appreso dal suo amico Abdul, uno sceicco nel campo alberghiero, che la donna vuole fare affari con lui, si offre di accompagnarla attraverso il deserto. Quando la macchina ha un guasto, la coppia viene soccorsa da una carovana di beduini e Sarah ha così modo di apprezzare l'ospitalità locale: la buona opinione della donna e l'aver rivalutato il proprio punto di vista iniziale diventano un punto chiave nella conclusione dell'affare con lo sceicco e anche Markus riesce a raggiungere un'intesa con Sarah riguardo al loro contratto. Intanto, Renate è in vacanza ad Abu Dhabi con il figlio undicenne Tobias con il proposito di fargli finalmente conoscere suo padre, Lutz Kemper, costruttore di barche che organizza gite per i turisti e che non aveva idea che lei fosse incinta quando si lasciarono: Tobias, amante delle barche come Lutz, fa subito amicizia con l'uomo e, quando scopre che si tratta di suo padre, lo accetta felice, pur restando inizialmente deluso perché la madre gli ha mentito. Anche Max König arriva all'Emirates Palace Hotel, insieme all'amico Holger, per incontrare qualcuno: si tratta di Anna, arredatrice d'interni e decoratrice dell'hotel, con la quale, dopo un primo incontro, ha iniziato una fitta corrispondenza romantica, portando la donna a credere che Max sia l'uomo della sua vita; tuttavia, l'incontro si rivela deludente perché Max non è affascinante, sensibile e interessato all'arte come raccontava nelle sue lettere. Quello che Anna non sa è che le missive non sono opera di Max, ma di Holger, con il quale trova una forte affinità fin da subito, mettendo a dura prova l'amicizia tra i due uomini. Quando Anna scopre la verità, si allontana da Holger, ma poi lo perdona.
- Interpreti: Christian Kohlund (Markus Winter), Sonja Kirchberger (Sarah Reimers), Michael Mendl (Holger Ritter), Michaela May (Anna Rothmann), Wolf Roth (Maximilian König), Nicole Beutler (Renate Frey), Andreas Brucker (Lutz Kemper), Timmi Trinks (Tobias Frey), Pablo Ben Yakov (Sahib), Ramin Yazdani (sceicco Abdul)

## Caraibi
- Titolo originale: Karibik
- Diretto da: Otto W. Retzer
- Scritto da: Andreas Bradler, Andrea Sixt

### Trama
Markus visita uno dei propri resort nella Repubblica Dominicana, dove spera di trovare il tempo necessario per scrivere un manuale di management alberghiero, ma i suoi piani vengono rovinati dall'arrivo del figlioccio Sebastian: il ragazzo, che ha sempre lasciato che fosse suo padre Norbert Sellmann a pianificargli la vita, vuole ora scoprire il proprio futuro e Markus gli dà un lavoro presso l'hotel, dove Sebastian s'innamora della bella cantante Maria, che ricambia i suoi sentimenti. Maria, però, gli nasconde le proprie origini umili e, quando il ragazzo lo scopre, non vuole più saperne di lei perché gli ha mentito, ma l'intervento di Markus lo convince a darle la possibilità di spiegarsi e il ragazzo le chiede scusa. Ospiti all'hotel ci sono anche Ferry con la giovane fidanzata Daniela e la madre di lei, Gabriele, che però non è molto convinta del rapporto tra la figlia, una ragazza attiva e sempre dedita a qualche attività, e un uomo molto più anziano che preferisce la tranquillità e il relax. A causa delle continue attività nelle quali Daniela si fa coinvolgere, Ferry e Gabriele passano sempre più tempo assieme, innamorandosi, finché non scoprono che Daniela ha cercato apposta di farli mettere insieme. Nel frattempo, Martha Seliger è in vacanza con la nipotina Eva, ma, essendo la prima volta che viaggia all'estero, si sente in pericolo nel paese straniero. Mentre Markus spinge l'anziana signora a combattere le sue paure, Eva fa amicizia con il coetaneo Leonel, figlio del pescatore che rifornisce l'hotel. Un giorno, però, Martha perde un rotolino di banconote che Leonel raccoglie e porta a casa per pagare le cure mediche per la sorella; il padre del ragazzo è arrabbiato per il gesto disonesto e teme di essere licenziato, ma Martha e Markus capiscono la situazione e, invece di denunciarli, li aiutano. Intanto, Norbert Sellmann giunge nella Repubblica Dominicana per riportare a casa il figlio, ma rimane colpito dall'impegno che sta mettendo nel nuovo lavoro di organizzatore di eventi per l'hotel e accetta che segua la sua strada.
- Interpreti: Christian Kohlund (Markus Winter), Uschi Glas (Gabriele), Fritz Wepper (Ferry), Witta Pohl (Martha Seliger), Nina Bott (Daniela), Indira Weis (Maria), Bruno Bruni jr. (Sebastian Sellmann), Klaus Wildbolz (Dr. Norbert Sellmann), Ronja Forcher (Eva), Luka Kumi (Leonel), Francisco Cruz (padre di Leonel)

## Cina
- Titolo originale: China
- Diretto da: Otto W. Retzer
- Scritto da: Ulrike Münch, Hans Münch

### Trama
Markus è in Cina, al gran hotel del gruppo Siethoff, per organizzare un matrimonio tedesco-cinese tra i medici Anna Brand e David Wang. Il padre della sposa, Karl, è però all'oscuro sia delle nozze, sia che la figlia abbia un fidanzato perché Anna non è ancora riuscita a dirglielo visto che il genitore fa molto affidamento su di lei dopo essere rimasto vedovo; d'altra parte, David inizia a dubitare che la donna voglia sposarlo davvero, avendo tenuta nascosta al padre una parte tanto importante della sua vita, e, dopo aver incontrato il futuro suocero, che ha intanto scoperto del matrimonio, finisce per lasciare Anna. Quando quest'ultima confida al padre di essere incinta, l'uomo dà il suo benestare alle nozze perché vuole che la figlia sia felice e, con l'aiuto di Markus, riesce a far tornare insieme la coppia e a farla sposare.
Nel frattempo, all'albergo arriva Loretta Boehme, direttrice di un museo d'arte e cultura orientale in Germania, alla ricerca del restauratore Thomas Ritter per riportare all'antico splendore una rara urna funeraria. Nonostante opinioni differenti sul destino del manufatto – Loretta vuole che venga esposto nel museo della propria patria, mentre Thomas insiste che debba restare in Cina al museo nazionale – tra i due nasce l'amore e Loretta accetta che a Berlino venga esposta una copia. Parallelamente, il figlio ventenne della donna, Fabian, fa amicizia con Leonie, la figlia di Markus. Rimasto paralizzato alle gambe due anni prima in seguito a un incidente con la moto regalatagli dalla madre, che da allora è diventata iperprotettiva nei suoi confronti, Fabian sta attraversando un momento di sconforto, non potendo più praticare judo e kung fu come faceva un tempo. Avvicinandosi alla filosofia di vita dei monaci shaolin, però, il ragazzo impara ad accettarsi per quello che è e decide d'iniziare ad allenarsi per le Paralimpiadi.
- Interpreti: Christian Kohlund (Markus Winter), Peter Weck (Karl Brand), Gaby Dohm (Loretta Boehme), Christian Wolff (Thomas Ritter), Simone Hanselmann (Anna Brand), Miriam Morgenstern (Leonie Winter), Kristian Kiehling (Fabian Boehme), Bian Yuan (David Wang), Ma Shaohua (Yong Wang)

## Malesia
- Titolo originale: Malaysia
- Diretto da: Otto W. Retzer
- Scritto da: Maximilian Krückl

### Trama
Markus viaggia a Langkawi, Malaysia, per ispezionare il resort di lusso del gruppo Siethoff; ne approfitta anche per andare a trovare la sua buona amica Jennifer: la donna, rimasta vedova da un anno e mezzo, ora gestisce tutta da sola il piccolo hotel sulla spiaggia, l'Ocean Villa, aperto venti anni prima, ed è l'unica responsabile del figlio di sette anni Tom. Il contratto di locazione dell'albergo, di proprietà dell'importante immobiliarista John Wong, scade tra due settimane, ma Wong non vuole rinnovarlo, né concedere a Jennifer, che se lo potrebbe anche permettere, di acquistare la struttura. Markus, sospettoso, decide di andare a cercare il socio del marito di Jennifer, Daniel, ritiratosi da anni nella giungla malese: esaminando il contratto originale in possesso di Daniel, e non la copia data a Jennifer da Wong, si scopre che l'uomo può esercitare il diritto di prelazione, e così l'Ocean Villa, che Markus acquista da Daniel, è salvo. Anche l'imprenditore Lorenz Henschel, amico d'infanzia di Markus, è in Malesia con la sua nuova assistente Sonja per acquistare dal signor Wong il terreno per costruire un nuovo centro commerciale. Quando Lorenz annuncia di voler demolire un centro culturale per realizzare il suo progetto, Sonja si licenzia, ma i due si ritrovano di nuovo insieme grazie al servizio di combina-incontri tra single organizzato dall'hotel: tra i due nasce l'amore, Lorenz rinuncia al suo progetto e Sonja accetta di sposarlo. Il famoso pianista Sascha Sorell è invece all'albergo in incognito per trovare un po' di pace dopo che il proprio divorzio è stato sfruttato senza scrupoli dai tabloid. Nell'attraente Sabine Kilian, in vacanza con la piccola figlia Marie, sembra trovare un'amica comprensiva e un nuovo amore, ma Sabine è in realtà una giornalista disoccupata che vede nella storia esclusiva sulla vacanza di Sascha l'opportunità di tornare al suo vecchio lavoro. Cominciando a conoscere l'uomo e innamorandosene, però, ha dei rimorsi e decide di raccontargli tutto, ma lui lo scopre prima e non vuole più vederla; tuttavia, leggendo l'articolo di Sabine, capisce di aver sbagliato, decide di tornare a suonare e si esibisce alla festa organizzata dall'albergo con un nuovo brano composto apposta per lei.
- Interpreti: Christian Kohlund (Markus Winter), Tina Ruland (Sonja Lehmann), Günther Maria Halmer (Lorenz Henschel), Barbara Wussow (Jennifer Hofmann), Lino Sliskovic (Tom Hofmann), Elisabeth Lanz (Sabine Kilian), Johannes Brandrup (Sascha Sorell), Ankie Beilke (Vivien Miller), Pamina Grünsteidl (Marie Kilian), Patrick Teoh (John Wong), Rob Whiting (Daniel Falk), Benjamin Tan (architetto Rhooney)

## Città del Capo
- Titolo originale: Kap der Guten Hoffnung
- Diretto da: Otto W. Retzer
- Scritto da: Ulrike Münch, Hans Münch

### Trama
A Città del Capo, Markus incontra dopo tanti anni l'amico Jonathan Beckett, che trent'anni prima emigrò in Australia lasciando la gestione del vigneto di famiglia al fratello William, il quale sposò Hannah, la donna che Jonathan amava, e ebbe da lei un figlio, Lennard. Jonathan spera di riabbracciare il fratello e appianare i dissapori, ma, giunto al vigneto, scopre che è morto. Mentre Hannah lo accoglie a braccia aperte, il nipote è convinto che sia venuto a reclamare la sua parte di eredità, che lui e la madre non possono permettersi di pagare perché l'azienda di famiglia è in perdita. Tra Jonathan e Hannah rinasce l'amore, e la donna gli confessa di non essere partita per l'Australia con lui tanti anni prima perché era incinta di un figlio suo e non voleva impedirgli di realizzare i suoi sogni. All'apprendere che l'uomo che lo ha cresciuto in realtà era suo zio, Lennard ne rimane inizialmente sconvolto, ma in breve tempo lo accetta, e Jonathan riesce a salvare il vigneto trovando la cantina segreta dove suo padre conservò numerose bottiglie pregiate.
Oltre a seguire le vicende dell'amico, Markus aiuta anche l'architetto Natalie Wagner, arrivata a Città del Capo per avviare la costruzione di uno stadio su un campo dove Lukas Hafner allena alcuni bambini del posto, togliendoli dalla strada, e che si rifiutano di lasciare. Natalie e Lukas si innamorano e la donna prova a fermare il progetto, ma è l'intervento di Markus a essere risolutivo: il direttore dell'albergo contatta il capo del progetto e lo convince a fornire una navetta che porti i bambini ad allenarsi su un campo da calcio più lontano e garantire loro, a costruzione ultimata, un campetto accanto allo stadio con tutta l'attrezzatura necessaria. A Natalie viene inoltre affidata la dirigenza della sede locale.
Contemporaneamente, la veterinaria Katharina Kühn chiede a Markus aiuto per lavorare per un centro animali sostenuto finanziariamente dall'albergo. L'occasione propizia arriva di lì a poco quando il dottor Mike Kubach, direttore del centro, si fa male a una gamba e chiede a Markus se conosca qualcuno in grado di sostituirlo. Nonostante gli attriti iniziali poiché a Mike non piacciono le donne, tra lui e Katharina si instaura un rapporto di rispetto reciproco quando la donna lo aiuta a combattere i bracconieri che continuano a introdursi nella riserva e a scoprire che la famiglia del suo assistente Tom viene da essi minacciata per costringerlo a informarli della posizione dei ranger.
- Interpreti: Christian Kohlund (Markus Winter), Gila von Weitershausen (Hanna Beckett), Michael Greiling (Jonathan Beckett), Sonsee Neu (Natalie Wagner), Timothy Peach (Lukas Hafner), Lara Joy Korner (Katharina Kühn), Wolfgang Fierek (dottor Mike Kubach), Manuel Witting (Lennard Beckett), Frank Hoffmann (Franz-Josef Wolf), Suhail Matter (Joel), Mary Twala (Noemi), Luscious Dosi (Tom)

## Chiang Mai
- Titolo originale: Chiang Mai
- Diretto da: Otto W. Retzer
- Scritto da: Hilly Martinek, Krystian Martinek

### Trama
Susanne Rückert arriva a Chiang Mai, in uno degli alberghi della catena Siethoff, per fare una sorpresa al marito Holger, ma scopre che è partito per una gita e non ha fatto ritorno. Markus si ritrova personalmente coinvolto nella vicenda non solo come direttore generale della struttura, ma anche perché anni prima un suo amico fu travolto da una slavina e morì poche ore dopo che i soccorsi interruppero le ricerche. Markus e Susanne scoprono che Holger, dopo il fallimento di una missione subacquea che lo ha lasciato molto deluso, ha preso una barca a noleggio per tornare al relitto; la barca viene in seguito ritrovata alla deriva, e, sebbene si tema il peggio, alla fine anche Holger viene rintracciato su alcune isole.
L'albergo thailandese ospita anche il benestante Hermann Lehmann, da anni cliente del gruppo alberghiero, e sua moglie Ursula, che attendono l'arrivo della figlia ventiquattrenne Meike, trasferitasi a Vienna da quattro mesi per un tirocinio. La ragazza si presenta ai genitori accompagnata dall'istruttore trentenne Philipp, suo promesso sposo, che non viene accolto di buon occhio da Hermann: l'uomo, a seguito di alcune indagini sul conto del ragazzo, conclude che intenda farsi mantenere da Meike e si offre di finanziargli la palestra che sogna di aprire, purché rompa il fidanzamento. Il comportamento di Hermann spinge il futuro genero a decidere di andarsene, seguito sia da Meike, sia da Ursula, e ciò porta l'uomo a rendersi conto di aver sbagliato e che l'amore può essere sufficiente per vivere felici. Inoltre, apprende anche che Philipp non è squattrinato come credeva, ma è il figlio di un suo ricco cliente.
Anche i fratelli Jens e Moritz stanno trascorrendo le vacanze nell'albergo, con il vincolo di non farsi coinvolgere in storie passeggere, ma incontrano Sarah, fotografa incaricata di curare la brochure della struttura. Moritz inizia a passare del tempo con la ragazza e i due si innamorano, ma Jens, abituato a vedere le donne cadere ai suoi piedi piuttosto che a quelli del fratello, racconta a Sarah che lui e Moritz stanno festeggiando l'addio al celibato di quest'ultimo. Jens si rende presto conto di aver sbagliato e, con l'aiuto di Markus, racconta a Sarah la verità, permettendo al fratello di essere felice. Jens e Moritz fanno poi pace, in tempo per il galà organizzato dall'albergo.
- Interpreti: Christian Kohlund (Markus Winter), Ann-Kathrin Kramer (Susanne Rückert), Heinz Hoenig (Hermann Lehmann), Katerina Jacob (Ursula Lehmann), Peter Kremer (Carsten), Sophie Wepper (Meike Lehmann), Gunther Gillian (Philipp Schmitt), Eva-Maria Grein (Sarah), Jan Sosniok (Jens), Wayne Carpendale (Moritz), Harald Krassnitzer (Holger Rückert)

## Sri Lanka
- Titolo originale: Sri Lanka
- Diretto da: Otto W. Retzer
- Scritto da: Ulrike Münch, Hans Münch

### Trama
Nadja Bülow, vedova da un anno, torna nello Sri Lanka, luogo in cui lei e il marito trascorsero gli ultimi momenti felici prima dell'incidente stradale che lo uccise, amareggiata dalla propria esistenza. Con l'aiuto di alcuni monaci, la donna ritrova la voglia di vivere e decide di restare nel paese al fianco di Leon, ex manager con alle spalle un matrimonio fallito, che si occupa di un orfanotrofio per elefanti. Intanto, le amiche Monika e Lisbeth si sono concesse una vacanza di lusso all'hotel Mount Lavinia nella speranza di trovare un uomo ricco che le mantenga. Entrambe puntano il milionario Gregor Pohlmann, salvo poi scoprire che Pohlmann è morto da poco e che l'uomo che hanno conosciuto è in realtà Kurt Gramlich, l'autista del milionario; tuttavia, Lisbeth non ne rimane particolarmente dispiaciuta perché fingere di essere lei stessa una donna altolocata la faceva sentire a disagio. Poco tempo dopo, Gramlich scopre che il suo ex datore di lavoro gli ha lasciato una grossa somma in eredità e chiede con successo la mano di Lisbeth.
Parallelamente, all'hotel viene assunta una nuova cameriera, Lara Grothe, ma Markus scopre in breve che ha falsificato le sue referenze. Invece di licenziarla, l'uomo la sposta come aiuto giardiniera e decide di darle una mano a trovare la sua famiglia: dopo la morte della madre, infatti, Lara ha scoperto di avere un padre e una sorella nello Sri Lanka. I parenti della ragazza vengono identificati nel produttore di tè Thilo Krüger e sua figlia Nora, che sta per sposarsi, e Lara si avvicina alla famiglia come aiutante nell'organizzazione delle nozze. Mentre inizia una relazione con Simon, l'amministratore dell'azienda, Lara scopre che Thilo ha raccontato alla figlia che la madre e la sorella sono morte in un incidente aereo. Nora è felice di ritrovare la sorella, mentre Lara è delusa dalle menzogne del padre, ma Simon l'aiuta a far pace con l'uomo, che confessa di aver raccontato una bugia perché la moglie lo aveva lasciato.
- Interpreti: Christian Kohlund (Markus Winter), Saskia Valencia (Nadja Bülow), Bernhard Betterman (Leon Groß), Jenny Jürgens (Monika Golz), Sabine Vitua (Lisbeth Harzer), Karl Fischer (Gregor Pohlmann alias Kurt Gramlich), Ivonne Schönherr (Lara Grothe), Florian Fitz (Simon Kern), Denise Zich (Nora Krüger), Miguel Herz-Kestranek (Thilo Krüger), Rozanne Diasz (Taneja), Thusitha Ranasingha (Onkar)

## Maldive
- Titolo originale: Malediven
- Diretto da: Otto W. Retzer
- Scritto da: Susanne Freund, Hilly Martinek, Krystian Martinek

### Trama
Markus si reca alle Maldive come ospite dell'hotel che la figlia Leonie ha iniziato a dirigere da due settimane. Qui incontra la sua vecchia fiamma Eva e la figlia di lei, Nikola, di un anno maggiore rispetto a Leonie. Quest'ultima, poiché il padre ed Eva si sono lasciati un anno prima che lui conoscesse e sposasse la madre di Leonie, si convince che Nikola sia sua sorella, e, quando Eva è costretta ad assentarsi per un paio di giorni, Markus, sebbene scettico, ne approfitta per passare del tempo con la potenziale figlia. In attesa che Eva torni per sapere la verità, l'uomo aiuta la giovane Lena ad accettare la nuova compagna del padre vedovo, mentre Leonie inizia a essere gelosa di Nikola. Il ritorno di Eva svela che non è Markus il padre di Nikola, e tutti insieme festeggiano il compleanno di Leonie.
Parallelamente, l'uomo d'affari Alexander Weigend arriva alle Maldive grazie a una gita regalo da parte dei suoi dipendenti, ma non è entusiasta della vacanza e il suo umore peggiora quando scopre che la sua valigia è stata scambiata. Leggendo il diario trovato all'interno del bagaglio sconosciuto, scopre che la proprietaria è una biologa marina vedova, Sandra Bohland, e se ne innamora. Una volta incontratisi, anche la donna inizia a ricambiare i suoi sentimenti; la coppia si separa brevemente quando Sandra scopre che Alexander ha letto i suoi pensieri più intimi, ma poi torna insieme e l'uomo decide di restare alle Maldive, lasciando l'azienda in mano al nipote.
Interpreti: Christian Kohlund (Markus Winter), Angela Roy (Sandra Bohland), Helmut Zierl (Alexander Weigend), Susanne Uhlen (Eva Ruhland), Sylta Fee Wegmann (Nikola Ruhland), Anna Hausburg (Leonie Winter), Mirjam Weichselbraun (Greta Junghans), Francis Fulton-Smith (Stefan Färber), Hanna Höppner (Lena Färber)

## Tobago
- Titolo originale: Tobago
- Diretto da: Otto W. Retzer
- Scritto da: Maximilian Krückl

### Trama
Markus raggiunge Tobago, dove scopre che la costruzione di un lunapark promossa dal suo albergo e dal governatore Louis andrà a occupare il posto di un ospedale e orfanotrofio gestito dalle suore. L'albergatore si schiera quindi al fianco della suora e dottoressa Verena nel tentativo di impedire la chiusura dell'ospedale, e tra i due nasce un sentimento. Markus riesce a convincere il signor Baker a vendere uno dei suoi terreni per edificare il lunapark, e anche il governatore capisce l'importanza dell'ospedale quando suo figlio David ha bisogno di un intervento urgente.
Intanto, la biologa Linda, ospite dell'albergo, trova un uomo svenuto sulla battigia e lo trae in salvo. Poiché il naufrago ha perso la memoria, viene ospitato gratuitamente nell'hotel, mentre il consolato inizia le indagini per scoprire chi sia. L'uomo e Linda si innamorano, ma, quando arriva la notizia che è il velista Nico van Hejn, sposato, lei decide di farsi da parte; tuttavia, Nico e la moglie si lasciano di comune accordo, in quanto il loro matrimonio era ormai finito da tempo.
Parallelamente, la direttrice dell'hotel, Kristina, riceve la visita a sorpresa del padre Paul, che perse l'albergo in Germania per colpa dei debiti causati dal poker, e che non vede da cinque anni. Padre e figlia tentano di riavvicinarsi, ma, quando Kristina vede entrare nuovamente l'uomo in un casinò, perde fiducia in lui. In seguito, però, scopre che Paul vi era entrato per chiedere una donazione in favore dell'ospedale, e i due fanno pace.
- Interpreti: Christian Kohlund (Markus Winter), Christina Plate (Linda Schlehmann), Jochen Horst (Nico van Hejn), Susanne Michel (Kristina Trondheim), Dietrich Mattausch (Paul Trondheim), Sandra Speichert (sorella Verena), Ron Williams (governatore Mr. Louis), Elisabeth Thomashoff (Julie), Timel Flament Rivas (David)

## Vietnam
- Titolo originale: Vietnam
- Diretto da: Otto W. Retzer
- Scritto da: Hilly Martinek, Krystian Martinek

### Trama
Susanne è in Vietnam per un appuntamento al buio con Guido, ma all'hotel apprende da una mail che l'uomo non può venire perché è bloccato in Cambogia. Rimasto affascinato da Susanne, un ospite dell'albergo, Fabian, decide di fingersi Guido dopo aver letto la mail, e i due iniziano a frequentarsi, finché Susanne non scopre la verità trovando il passaporto di Fabian.
Un amico di Markus, Erik Krüger, è invece giunto dalla Germania per convincere il figlio Malte a lasciare il lavoro di cuoco presso l'albergo e prendere in mano la sua catena di fast food, ma il ragazzo vuole costruirsi una vita in Vietnam insieme alla fidanzata Lamai. Erik fa quindi arrivare Julia, l'ex fidanzata del figlio, che parla a Lamai del suo imminente matrimonio con Malte: dopo aver visto il fidanzato con Julia, la ragazza si convince che voglia tornare con lei e se ne va, ma Erik comprende di aver fatto una scelta sbagliata e, quando anche Julia decide di andarsene perché con Malte è finita, l'uomo aiuta il figlio a ritrovare Lamai e Malte la chiede in sposa.
Intanto, il gruppo Siethoff prende parte a una gara di appalto per aggiudicarsi un terreno sul quale Markus intende costruire un albergo completamente eco-sostenibile. L'uomo rende partecipe del suo progetto Nora Mäder, un'ospite arrivata da poco, che è però una spia mandata da una compagnia cinese rivale. Quando iniziano le fughe di notizie, Markus si rende presto conto che la causa è Nora, mentre la donna, vedendo la generosità e il buon cuore di Markus, comincia a provare dei sentimenti per lui e pentirsi di ciò che sta facendo. Alla fine, Nora contribuisce a far ritirare i cinesi e Markus la sceglie per seguire la costruzione del nuovo albergo.
- Interpreti: Christian Kohlund (Markus Winter), Sonja Kirchberger (Susanne), Max Tidof (Fabian), Nadeshda Brennicke (Nora Mäder), Gunter Berger (Erik Krüger), Roy Peter Link (Malte Krüger), Linda Chang (Lamai), Marisa Leonie Bach (Julia Zeller), Dam Thi Loan (madre di Lamai), Nguyen Lan Phuong (signora Nguyen)

## Brasile
- Titolo originale: Brasilien
- Diretto da: Otto W. Retzer
- Scritto da: Hilly Martinek, Krystian Martinek

### Trama
Markus scopre che nell'hotel Siethoff di Salvador de Bahia diretto da Leonie avvengono dei furti e, dopo aver bloccato la pubblicazione dell'articolo di proteste di un giornalista che ne è rimasto vittima, si reca in Brasile e si registra sotto falso nome per scoprire cosa stia accadendo. I sospetti dell'uomo si concentrano su Ricardo, un musicista orfano con il quale la figlia ha una relazione.
Tra gli ospiti ci sono anche la famosa romanziera Sarah Ingenhoven e suo figlio Anton, in vacanza per avere finalmente un po' di tempo da passare insieme; tuttavia, Sarah si ritrova a lasciare di nuovo il figlio da solo quando la scadenza del suo libro viene anticipata. Durante la vacanza, Anton ha fatto amicizia con Ricardo e alcuni bambini con i quali gioca a calcio, ed è tramite Anton che Markus viene a sapere che Ricardo ha una fidanzata di nome Ana. L'albergatore scopre anche che Ricardo ha mentito sulla sua educazione, e che Bea, collaboratrice di Leonie, era in combutta con il giornalista per screditare l'albergo perché era gelosa che l'incarico di direttore fosse andato a Leonie. Quest'ultima decide di non licenziare Bea, ma litiga invece con Ricardo; alla fine, però, Markus scopre che Ana e Ricardo sono in realtà fratelli. Inoltre, viene a galla che il ladro è Anton, che regalava la refurtiva ai suoi amici, e così Markus propone di lanciare un progetto per aiutare i bambini poveri gestito da Ricardo e Ana.
Intanto, i coniugi Leopord e Henriette Wagner arrivano in albergo per festeggiare il cinquantesimo anniversario di matrimonio, tuttavia Henriette si comporta avventatamente e trasgredisce le regole, facendo addebitare le spese alle altre camere o rubando le macchine d'epoca in esposizione. Il sopraggiungere del figlio di Leopold con la moglie rivela che il vecchietto è fuggito dalla casa di riposo e che Henriette non è sua moglie. Götz teme che la donna sia solo una cacciatrice di dote, ma poi scopre che non ha alcuna mira sui soldi del padre e accetta la loro relazione.
- Interpreti: Christian Kohlund (Markus Winter), Heidelinde Weis (Henriette von Lichterhagen), Peter Weck (Leopold Wagner), Muriel Baumeister (Sarah Ingenhoven), Anna Hausburg (Leonie Winter), Katharina Stemberger (Silke Wagner), Alexander Wussow (Götz Wagner), Fernanda Brandao (Bea Trees), Patrick Nuo (Ricardo), Nico Liersch (Anton Ingenhoven), Ana Claudia Menezes (Ana)

## Myanmar
- Titolo originale: Myanmar
- Diretto da: Otto W. Retzer
- Scritto da: Hilly Martinek, Krystian Martinek

### Trama
Georg attende nell'albergo in Myanmar del gruppo Siethoff la promessa sposa Anna, con la quale convolerà a nozze nel giro di pochi giorni, ma l'aereo interno che la porterà da Yangon a Bagan viene cancellato e la donna si fa quindi dare un passaggio dal fotografo Hendrik, conosciuto in aeroporto, per arrivare in tempo. Intanto, Georg continua l'organizzazione delle nozze insieme a Maria Schneider, un'ospite dell'albergo che sogna di mettersi in proprio come estetista, e della quale accetta di finanziare il progetto, che Maria crede sarà un successo grazie anche all'idea di commercializzare una crema per la pelle usata dalle donne birmane, ma sconosciuta in Occidente. Intanto, Anna e Hendrik finiscono per passare una notte insieme, e, arrivata all'altare, la donna lascia Georg; poco dopo, quest'ultimo chiede a Maria di sposarlo.
Parallelamente, Markus vuole costruire una scuola alberghiera e ne affida il progetto all'architetto e amico Frank, che però è vittima di un esaurimento nervoso, non ha più idee e si rifugia nell'alcol. Grazie anche all'aiuto della moglie Verena, Frank riesce a concludere il progetto, entrando poi in un tempio buddhista per trovare la pace interiore.
- Interpreti: Christian Kohlund (Markus Winter), Christine Neubauer (Maria Schneider), Sky Dumont (Georg Körner), Esther Schweins (Anna Pauli), Hardy Krüger jr. (Hendrik Felden), Sven Martinek (Frank Simon), Marion Mitterhammer (Verena Simon)

## Marocco
- Titolo originale: Marokko
- Diretto da: Otto W. Retzer
- Scritto da: Sigi Rothemund

### Trama
Dopo mesi di intenso lavoro, Markus torna brevemente a Vienna, dove, riappropriandosi della maggioranza, riesce a impedire per un soffio che il gruppo Siethoff venga svenduto dagli investitori a un gruppo avversario; tuttavia, poco dopo si sente male e il dottore gli impone un periodo di riposo assoluto, altrimenti non vivrà ancora a lungo. Seppur riluttante, su consiglio della zia Dorothea Markus parte per il Marocco, dove Leonie è la vicedirettrice dell'hotel più lussuoso della compagnia. La ragazza ha passato insieme alla madre Gabrielle il compleanno di quest'ultima e, alla notizia dell'arrivo del padre, cerca di farla ripartire per Düsseldorf per impedire che i genitori s'incontrino, ma il volo della donna viene cancellato e, in attesa che ne parta un altro, decidono di nasconderla in albergo: la ragazza teme che, poiché i genitori si sono lasciati in cattivi rapporti dopo che Gabrielle tradì Markus vent'anni prima con il miglior amico di lui, tra loro possano nascere dei conflitti se dovessero rivedersi. Un'altra informazione che Leonie nasconde a Markus è il suo fidanzato Ahmed, ex vicedirettore dell'albergo e laureando in legge, con il quale esce da un anno.
Mentre Markus, ignaro di tutto, si rilassa, il gruppo Siethoff viene accusato di aver costruito l'albergo marocchino illegalmente su terreno altrui. Poiché la società d'investimenti dalla quale Markus lo comprò, che lo acquistò a sua volta dal sedicente proprietario, non esiste più, il vero proprietario del terreno, rappresentato dall'avvocato Casablanca, intende rivalersi sul gruppo Siethoff e chiede dieci milioni di euro di risarcimento, pena la chiusura dell'albergo. Poiché una cifra simile rovinerebbe il gruppo e neanche il compromesso di quattro milioni è accettabile, Dorothea, Leonie e la direttrice dell'albergo Jamila decidono di parlarne con Markus, che ha intanto incontrato l'ex moglie. L'uomo decide di scoprire chi abbia venduto il terreno alla società d'investimenti dalla quale lui lo comprò e, con l'aiuto di Ahmed, il cui relatore è il presidente del tribunale di Marrakech, riesce a trovarlo, seppur i documenti fossero spariti, e scoprire che è tutta una truffa organizzata dall'avvocato Casablanca e da Jamila: quest'ultima confessa che l'avvocato la stava ricattando e si licenzia. Leonie viene promossa a direttrice dell'albergo e scopre di essere incinta, mentre Markus e la moglie si riconciliano e partono per un giro del mondo in barca a vela.
- Interpreti: Christian Kohlund (Markus Winter), Ruth-Maria Kubitschek (Dorothea von Siethoff), Franziska Stavjanik (Gabrielle Jansen, ex Winter), Anna Hausburg (Leonie Winter), Fritz von Friedl (medico), Nadia Benzakour (receptionist), Alexander Linhardt (avvocato Casablanca), Proschat Madani (Jamila), Ismail Zagros (Ahmed), Rachid Berrade (padre di Ahmed), Fatiha Ouatili (madre di Ahmed), Mehdi el Ouazzani (Dr. Samet)